# FK Jagodina
FK Jagodina (cyr. ФК Јагодина) – nieistniejący serbski klub piłkarski, mający siedzibę w Jagodinie.
Klub powstał w 1918 jako SK Dača, a następnie zmienił nazwę, kolejno na Jagodinski SK (w 1935 roku) i na FK Polet (w 1945 roku). Klub pod aktualną nazwą istnieje od 1981 roku.
W sezonie 2007/2008 FK Jagodina zajął drugie miejsce w II lidze serbskiej, przez co po raz pierwszy w swojej historii awansował do I ligi serbskiej.
W sezonie 2012/13 klub osiągnął największy sukces w swojej historii, zdobywając Puchar Serbii.

## Osiągnięcia
- Puchar Serbii (1): 2012/13

## Europejskie puchary
Legenda do wszystkich tabel:
- Q – runda eliminacyjna, 1/16, 1/8, 1/4, 1/2 – odpowiednia faza rozgrywek, Grupa – runda grupowa, 1r gr – pierwsza runda grupowa, 2r gr – druga runda grupowa, F – finał, R – runda, PO – play-off
- k. – rzuty karne, los. – losowanie, Dogr. – dogrywka, w. – zasada bramek strzelonych na wyjeździe

| Sezon   | Rozgrywki   | Runda | Przeciwnik  | Dom | Wyjazd | Ogólnie |
| ------- | ----------- | ----- | ----------- | --- | ------ | ------- |
| 2012/13 | Liga Europy | 1Q    | Ordabasy    | 0–1 | 0–0    | 0–1     |
| 2013/14 | Liga Europy | 2Q    | Rubin Kazań | 2–3 | 0–1    | 2–4     |
| 2014/15 | Liga Europy | 2Q    | CFR Cluj    | 0–1 | 0–0    | 0–1     |